# Pia Züfle
Pia Züfle (12 maggio 1996) è una calciatrice tedesca, centrocampista del Friburgo.